# Нитяной микрометр

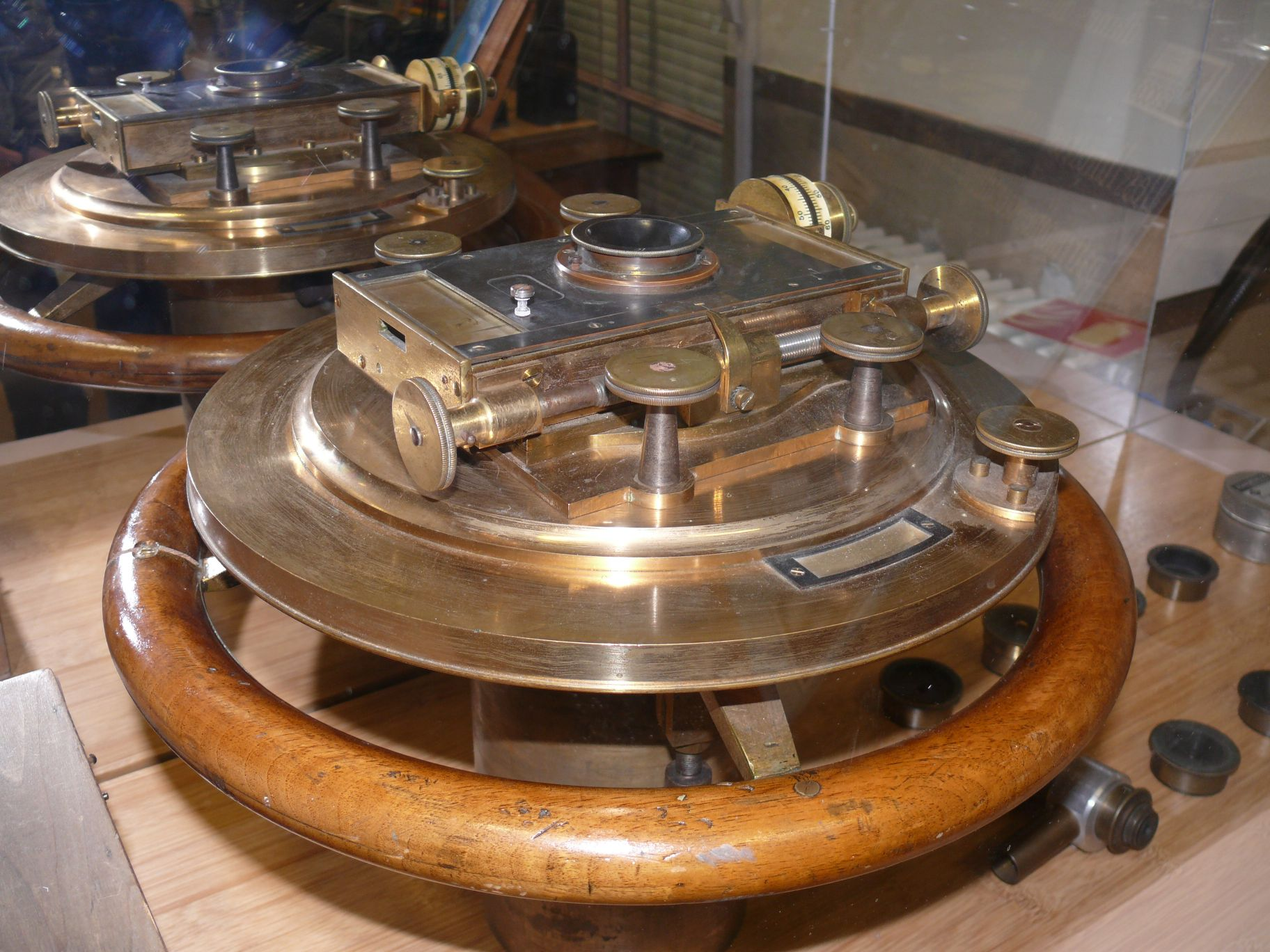
Нитяной микрометр

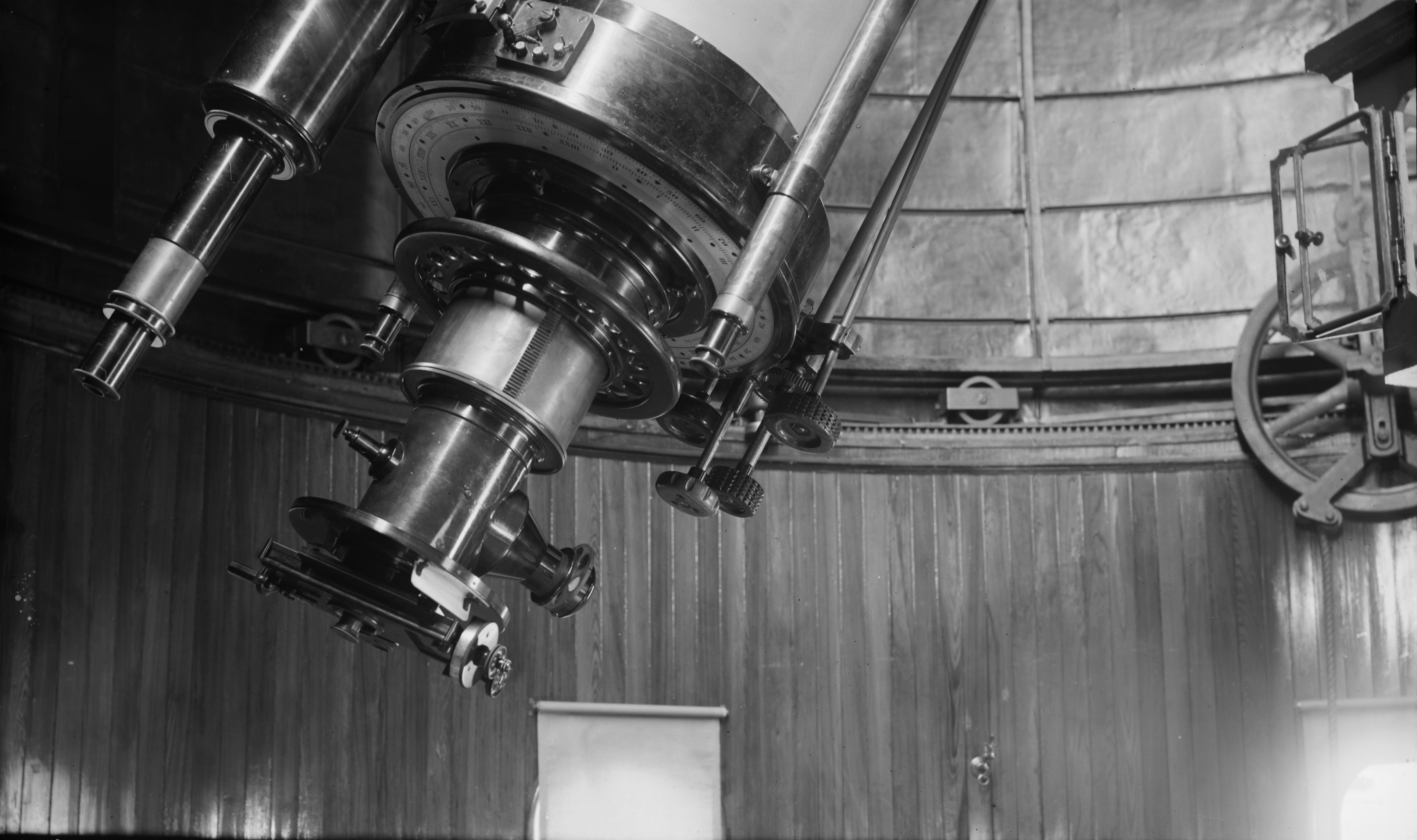
Нитяной микрометр, присоединённый к телескопу

Нитяно́й микро́метр — вспомогательное устройство к микроскопам, телескопам, геодезическим и иным оптическим инструментам, позволяющее выполнять точные измерения малых линейных или угловых расстояний.

## Конструкция устройства
Наиболее простой нитяной микрометр представляет собой систему двух подвижных визирных линий, образуемых очень тонкими параллельными проволоками или нитями (отсюда и название прибора), расстояние между которыми можно изменять, используя высокоточный винтовой механизм. Отдельные модификации прибора могут использовать комбинацию из неподвижной визирной сетки и смещаемой на её фоне подвижной визирной линии или другой сетки. Визирные сетки и линии помещаются в фокальную плоскость наблюдательного инструмента таким образом, чтобы во время наблюдения они ясно выделялись на фоне наблюдаемого объекта. Воздействуя на механизм прибора, расстояние между визирными линиями можно изменять. При наблюдениях одна из визирных линий помещается на одну из интересующих точек изображения, затем положение второй визирной линии подстраивается таким образом, чтобы она соответствовала другой интересующей точке. После того, как визирные линии заняли необходимое положение, линейное расстояние между ними определяется по шкале прибора, после чего путём тривиальных тригонометрических вычислений можно определить угловое расстояние между наблюдаемыми точками (в астрономии) или линейное расстояние между ними (при микроскопии). Путём вращения микрометра вокруг его оси расположение линий можно изменять таким образом, чтобы их ориентация наиболее удачно соответствовала расположению и форме наблюдаемого объекта.

## Применение устройства
Наиболее активное применение нитяные микрометры нашли в своё время в астрономии, где они использовались для точного определения углового расстояния между двойными звёздами. В настоящее время данные устройства используются намного реже в связи с тем, что современная астрономия перешла на цифровые технологии. Тем не менее нитяные микрометры ещё продолжают использоваться астрономами-любителями и при преподавании астрономии.

## История
Прообразом нитяных микрометров в нынешнем понимании был микрометрический окуляр, изобретённый английским астрономом Уильямом Гаскойном.
До изобретения Гаскойна с подобной же целью использовались тонкие металлические полоски, зазубренные в форме равнобедренных треугольников и помещаемые внутри окуляра. При проведении угловых измерений полоски металла сближались до тех пор, пока их выступы не заслоняли интересуемые объекты. Учитывая фокусное расстояние окуляра, после тщательного измерения расстояния между зазубринами металлических полосок можно было вычислить угловое расстояние между наблюдаемыми объектами. Устройством подобного рода пользовался в том числе и Христиан Гюйгенс.
Некоторое время для создания визирных линий в нитяном микрометре использовались нити паутины.